# Dyskografia Edyty Bartosiewicz
Artykuł prezentuje dyskografię Edyty Bartosiewicz, polskiej wokalistki rockowej. Jej albumy sprzedały się w łącznym nakładzie ponad miliona egzemplarzy. 16 piosenek dotarło do pierwszego miejsca Listy Przebojów Programu Trzeciego. Poza karierą solową gościła także w nagraniach takich wykonawców jak: Wojciech Waglewski, Kobranocka, Acid Drinkers, Róże Europy, Varius Manx czy Kazik Staszewski.
Debiutem fonograficznym piosenkarki był wydany w 1990 roku album pt. The Big Beat, a nagrany wraz z zespołem Holloee Poloy. Jednakże płyta spotkała się z komercyjnym niepowodzeniem. Wkrótce potem zespół zakończył działalność, a wokalistka podjęła solową działalność artystyczną. W 1992 roku ukazał się solowy debiut Bartosiewicz pt. Love, jednakże i ta płyta nie odniosła sukcesu komercyjnego. W 1994 roku do sprzedaży trafił drugi album wokalistki pt. Sen. Wyróżniony statusem podwójnej platynowej płyty album sprzedał się w nakładzie 400 tys. egzemplarzy. Rok później ukazał się jej trzeci album zatytułowany Szok’n’Show. Wyróżniona platyną płyta znalazła 200 tys. nabywców.
Dwa lata później ukazał się czwarty album Bartosiewicz pt. Dziecko. Na wyróżnionej platyną płycie znalazły się jedne z najpopularniejszych piosenek w dorobku piosenkarki: „Jenny” i „Skłamałam”. Kompozycje uplasowały się na 1. miejscu m.in. Listy Przebojów Programu Trzeciego i Szczecińskiej Listy Przebojów Polskiego Radia. W 1998 roku ukazał się piąty album studyjny wokalistki pt. Wodospady. Album spotkał się z komercyjnym niepowodzeniem, nie uzyskał żadnego certyfikatu sprzedaży. Rok później została wydana jedyna kompilacja nagrań w dorobku fonograficznym wokalistki pt. Dziś są moje urodziny.
W pierwszej dekadzie XXI w. rozpoczęła prace nad szóstym albumem studyjnym. Realizację nagrań wielokrotnie przerywała, goszcząc w międzyczasie na płycie Krzysztofa Krawczyka pt. To, co w życiu ważne (2004) – nagrana w duecie piosenka „Trudno tak...” promowała album i odniosła sukces komercyjny, była notowana m.in. na listach przebojów Polskiego Radia oraz została wyróżniona Fryderykiem. Ostatecznie płyta, zatytułowana Renovatio, ukazała się dopiero w 2013 i zadebiutowała na pierwszym miejscu listy sprzedaży płyt w Polsce. W 2020 wydała siódmy album studyjny Ten moment.

## Albumy studyjne
| 1992                           | Love - Data: 2 kwietnia 1992 - Wydawca: Izabelin Studio - Format: CD                                    | 38 |            |                      |
| 1994                           | Sen - Data: 16 września 1994 - Wydawca: Izabelin Studio - Format: CD                                    | 82 | - 400 000+ | - 2× platynowa płyta |
| 1995                           | Szok’n’Show - Data: 9 października 1995 - Wydawca: Izabelin Studio, PolyGram - Format: CD               | –  | - 200 000+ | - platynowa płyta    |
| 1997                           | Dziecko - Data: 1 czerwca 1997 - Wydawca: Izabelin Studio, PolyGram - Format: CD                        | –  | - 100 000+ | - platynowa płyta    |
| 1998                           | Wodospady - Data: 6 listopada 1998 - Wydawca: PolyGram - Format: CD                                     | –  |            |                      |
| 2013                           | Renovatio - Data: 1 października 2013 - Wydawca: Parlophone Music Poland - Format: CD, digital download | 1  | - 30 000+  | - platynowa płyta    |
| 2020                           | Ten moment - Data: 8 maja 2020 - Wydawca: EBA Records - Format: CD, digital download                    | 5  |            |                      |
| "–" pozycja nie była notowana. | |    |            |                      |

## Kompilacje
| 1999                           | Dziś są moje urodziny - Data: 29 listopada 1999 - Wydawca: Universal Music Polska - Format: CD, digital download | 26 |
| 2014                           | Love & more... - Data: 27 października 2014 - Wydawca: Polskie Radio SA - Format: CD, digital download           | 10 |
| "–" pozycja nie była notowana. | |    |

## Single
| 1994                           | „Sen”                                                     | 1  | –  | –  | – | –  | Sen                                   |
| 1995                           | „Szał”                                                    | 1  | 2  | 2  | – | –  | Szok’n’Show                           |
| 1996                           | „Ostatni”                                                 | 1  | 3  | 2  | – | –  | Szok’n’Show                           |
| 1997                           | „Jenny”                                                   | 1  | 1  | 1  | – | 1  | Dziecko                               |
| 1997                           | „Skłamałam”                                               | 1  | 2  | 3  | – | 1  | Dziecko                               |
| 1997                           | „Nie znamy się”                                           | 27 | 23 | 14 | – | 19 | Dziecko                               |
| 1997                           | „Dziecko”                                                 | 8  | 22 | –  | – | –  | Dziecko                               |
| 1998                           | „Boogie czyli zemsta słodka jest”                         | 28 | 44 | –  | – | –  | Dziecko                               |
| 1998                           | „Miłość jak ogień”                                        | 7  | 7  | 2  | – | 15 | Wodospady                             |
| 1998                           | „Wodospady łez”                                           | 20 | 24 | 15 | – | 12 | Wodospady                             |
| 1998                           | „Siedem mórz, siedem lądów”                               | 26 | 26 | –  | – | –  | Wodospady                             |
| 1999                           | „Buntowniczka”                                            | 21 | 30 | –  | – | –  | Wodospady                             |
| 1999                           | „XXI wiek”                                                | 23 | 48 | –  | – | –  | Dziś są moje urodziny                 |
| 2000                           | „Mistrz”                                                  | 48 | –  | –  | – | –  | Dziś są moje urodziny                 |
| 2000                           | Kazik – „Cztery pokoje” (gościnnie: Edyta Bartosiewicz)   | 1  | 4  | –  | – | 3  | Melassa                               |
| 2001                           | Agressiva 69 – „Egoiści” (gościnnie: Edyta Bartosiewicz)  | 1  | 46 | –  | – | –  | Agressiva 69                          |
| 2001                           | „Opowieść”                                                | 8  | 50 | 7  | – | 1  | Piątki na piątki w Radiu ZET          |
| 2002                           | „Niewinność”                                              | 1  | 33 | 28 | 4 | 1  | Renovatio                             |
| 2011                           | „Witaj w moim świecie”                                    | 2  | 1  | –  | 2 | 8  | Kubuś I Przyjaciele (Winnie The Pooh) |
| 2012                           | Bracia – „Nad przepaścią” (gościnnie: Edyta Bartosiewicz) | 36 | 7  | –  | 1 | 13 | Zmienić zdarzeń bieg                  |
| 2013                           | „Rozbitkowie”                                             | 1  | 2  | –  | 2 | 6  | Renovatio                             |
| 2013                           | „Upaść, by wstać”                                         | 20 | –  | –  | – | 9  | Renovatio                             |
| 2013                           | „Italiano”                                                | 12 | 30 | –  | – | 5  | Renovatio                             |
| 2014                           | „Cień”                                                    | 32 | 43 | –  | – | 30 | Renovatio                             |
| 2014                           | „Nie zabijaj miłości”                                     | 18 | 31 | –  | – | 2  | Love & more...                        |
| 2018                           | „Lovesong”                                                | 20 | 31 | –  | – | 10 | Ten moment                            |
| 2019                           | „Cyrk”                                                    | 1  | 27 | –  | – | 1  | Ten moment                            |
| 2020                           | „Ten moment”                                              | 20 | 8  | –  | 2 | 1  | Ten moment                            |
| 2020                           | „Kapitan L.J.”                                            | X  | –  | –  | – | –  | Ten moment                            |
| 2020                           | „Cichy zabójca”                                           | X  | 37 | –  | – | –  | Ten moment                            |
| 2021                           | „Widzimy się i tak”                                       | X  | –  | –  | – | –  | Ten moment                            |
| 2022                           | „Love” (remaster 2022)                                    | X  | –  | –  | – | –  | Love                                  |
| "–" pozycja nie była notowana. |                                                           |    |    |    |   |    |                                       |

### Inne notowane utwory
| 1992                           | Róże Europy – „Jedwab” (gościnnie: Edyta Bartosiewicz)            | 1  | –  | –  | – | – | Poganie! Kochaj i obrażaj |
| 1993                           | Hey – „Moja i twoja nadzieja” (gościnnie: Edyta Bartosiewicz)     | 1  | –  | –  | – | – | Fire                      |
| 1993                           | „Good Bye to the Roman Candles”                                   | 16 | –  | –  | – | – | Love                      |
| 1994                           | „Koziorożec”                                                      | 1  | 15 | –  | – | – | Sen                       |
| 1995                           | „Żart w zoo”                                                      | –  | –  | 23 | – | – | Sen                       |
| 1995                           | „Tatuaż”                                                          | 1  | 1  | 2  | – | – | Sen                       |
| 1995                           | „Wonderful Tonight”                                               | 2  | –  | 12 | – | – | Tribute to Eric Clapton   |
| 1995                           | „Zegar”                                                           | 1  | 2  | 1  | – | – | Szok’n’Show               |
| 1995                           | „Czas przypływu”                                                  | –  | 6  | –  | – | – | Szok’n’Show               |
| 1996                           | „Na nic gniew”                                                    | 22 | 21 | –  | – | – | Szok’n’Show               |
| 1996                           | „Pomyśl o mnie”                                                   | 18 | 26 | 20 | – | – | Love & More...            |
| 2004                           | Krzysztof Krawczyk – „Trudno tak” (gościnnie: Edyta Bartosiewicz) | 1  | 1  | 1  | 1 | 1 | To, co w życiu ważne      |
| 2012                           | „Madame Bijou”                                                    | 11 | –  | –  | – | – | Renovatio                 |
| 2014                           | „Renovatio”                                                       | 22 | –  | –  | – | – | Renovatio                 |
| "–" pozycja nie była notowana. |                                                                   |    |    |    |   |   |                           |

## Inne
| Rok  | Wykonawca/Album                           | Utwór | Uwagi                                   | Źródło |
| ---- | ----------------------------------------- | --- | --------------------------------------- | ------ |
| 1991 | Wojciech Waglewski – Waglewski Gra-żonie  | - śpiew w utworach „Her Melancholy” i „Wcale mi się słowa nie posplątywały”                                             |                                         | [ 48 ] |
| 1992 | Kobranocka – Ku nieboskłonom              | - śpiew w utworach „Z łopotem flag” i „Za ideałem niedoścignionym”                                                      |                                         | [ 49 ] |
| 1992 | Acid Drinkers – Strip Tease               | - śpiew w utworze „Seek And Destroy”                                                                                    |                                         | [ 50 ] |
| 1992 | Ziyo – Kolędy                             | - śpiew w utworach „Dzisiaj w Betlejem” i „Wśród nocnej ciszy”                                                          |                                         | [ 51 ] |
| 1992 | Róże Europy – Poganie! Kochaj i obrażaj   | - śpiew w utworze „Jedwab”                                                                                              |                                         | [ 52 ] |
| 1993 | Hey – Fire                                | - śpiew w utworze „Moja i twoja nadzieja”                                                                               |                                         | [ 53 ] |
| 1993 | Varius Manx – The New Shape               | - śpiew w utworze „Memphis”                                                                                             |                                         | [ 54 ] |
| 1993 | Human – Earth                             | - śpiew w utworze „Faith”                                                                                               |                                         | [ 55 ] |
| 1996 | Closterkeller – Cyan                      | - śpiew w utworze „Cisza w moim domu”                                                                                   | - także produkcja muzyczna              | [ 56 ] |
| 1996 | Firebirds – Kolory                        | - śpiew w utworze „Szepty”                                                                                              | - także miksowanie i produkcja muzyczna | [ 57 ] |
| 2000 | Anita Lipnicka – Moje oczy są zielone     | - muzyka i słowa piosenki „Ostatni list”                                                                                |                                         | [ 58 ] |
| 2000 | Kazik – Melassa                           | - śpiew w utworze „Cztery pokoje”                                                                                       |                                         | [ 59 ] |
| 2000 | Justyna Steczkowska – Dzień i noc         | - słowa piosenek „Kosmiczna rewolucja”, „Podróżując”, „Zazdroszczę Ci”, „La femme du roi” i „Wszystko staje się iluzją” |                                         | [ 60 ] |
| 2001 | Agressiva 69 – Agressiva 69               | - śpiew w utworze „Egoiści”                                                                                             |                                         | [ 61 ] |
| 2002 | Edyta Górniak – Perła                     | - muzyka i słowa piosenki „Nie proszę o więcej” oraz słowa piosenek „Perła” i „Prezenty”                                |                                         | [ 62 ] |
| 2004 | Krzysztof Krawczyk – To, co w życiu ważne | - śpiew w utworze „Trudno tak”                                                                                          |                                         | [ 63 ] |
| 2013 | Bracia – Zmienić zdarzeń bieg             | - śpiew w utworze „Nad przepaścią”                                                                                      |                                         | [ 64 ] |

## Kompilacje różnych wykonawców
| Rok  | Tytuł                                 | Utwór                                            | Źródło |
| ---- | ------------------------------------- | ------------------------------------------------ | ------ |
| 1993 | Marek Niedźwiecki – Moja lista marzeń | - „Good Bye to the Roman Candles” (London remix) | [ 65 ] |
| 1995 | Tribute to Eric Clapton               | - „Wonderful Tonight”                            | [ 66 ] |
| 2001 | Piątki na piątki w Radiu ZET          | - „Opowieść”                                     | [ 67 ] |

## Teledyski
| Rok  | Tytuł                                                               | Reżyseria                                               | Album                        | Źródło |
| ---- | ------------------------------------------------------------------- | ------------------------------------------------------- | ---------------------------- | ------ |
| 1992 | „If”                                                                | —                                                       | Love                         | [ 68 ] |
| 1992 | „Have To Carry On”                                                  | —                                                       | Love                         | [ 69 ] |
| 1994 | „Sen”                                                               | —                                                       | Sen                          | [ 70 ] |
| 1994 | „Urodziny”                                                          | —                                                       | Sen                          | [ 71 ] |
| 1994 | „Koziorożec”                                                        | —                                                       | Sen                          | [ 72 ] |
| 1994 | „Zanim coś”                                                         | —                                                       | Sen                          | [ 73 ] |
| 1995 | „Tatuaż”                                                            | —                                                       | Sen                          | [ 74 ] |
| 1995 | „Zabij swój strach...”                                              | —                                                       | Sen                          | [ 75 ] |
| 1995 | „Szał”                                                              | —                                                       | Szok’n’Show                  | [ 76 ] |
| 1995 | „Zegar”                                                             | —                                                       | Szok’n’Show                  | [ 77 ] |
| 1996 | „Ostatni”                                                           | —                                                       | Szok’n’Show                  | [ 78 ] |
| 1996 | „Na nic gniew”                                                      | —                                                       | Szok’n’Show                  | [ 79 ] |
| 1997 | „Jenny”                                                             | —                                                       | Dziecko                      | [ 80 ] |
| 1997 | „Skłamałam”                                                         | Bolesław Pawica                                         | Dziecko                      | [ 81 ] |
| 1997 | „Nie znamy się”                                                     | —                                                       | Dziecko                      | [ 82 ] |
| 1998 | „Miłość jak ogień”                                                  | —                                                       | Wodospady                    | [ 83 ] |
| 1999 | „Siedem mórz, siedem lądów”                                         | —                                                       | Wodospady                    | [ 84 ] |
| 2001 | „Opowieść”                                                          | —                                                       | Piątki na piątki w Radiu ZET | [ 85 ] |
| 2002 | „Niewinność”                                                        | —                                                       | Renovatio                    |        |
| 2004 | Krzysztof Krawczyk – „Trudno tak...” (gościnnie Edyta Bartosiewicz) | —                                                       | To, co w życiu ważne         | [ 86 ] |
| 2011 | „Witaj w moim świecie”                                              | Michał Jaskulski                                        | —                            | [ 87 ] |
| 2013 | „Rozbitkowie”                                                       | Edyta Bartosiewicz, Jarosław Drąg, Klaudiusz Boczkowski | Renovatio                    | [ 88 ] |
| 2013 | „Italiano”                                                          | —                                                       | Renovatio                    |        |
| 2018 | „Lovesong”                                                          | Robert Roy Nałęcz                                       | Ten moment                   |        |
| 2019 | „Cyrk”                                                              | Kabaret Hrabi                                           | Ten moment                   |        |
| 2020 | „Ten moment”                                                        |                                                         | Ten moment                   |        |